# Hermann Zolling
Hermann Zolling (* 1924; † 24. Dezember 1971 in Hamburg) war ein deutscher Journalist. Seit 1966 Redakteur der Zeitschrift „Der Spiegel“, publizierte er als Co-Autor zusammen mit Heinz Höhne im Herbst 1971 das Buch „Pullach intern“ über den Bundesnachrichtendienst (BND), dem eine 15-teilige Artikelserie im Spiegel zugrunde lag.
Zolling erlag am Heilig Abend 1971 im Alter von 47 Jahren den Spätfolgen eines Herzinfarkts. Er hatte einige Jahre zuvor bereits einen ersten Herzinfarkt erlitten.

## Familie
Bei Zollings Onkel handelte es sich um den langjährigen BND-Mitarbeiter Ernst Zolling, zuvor als Oberst der Wehrmacht Abwehrchef von Generalfeldmarschall Erwin Rommel. Der 1903 geborene Ernst Zolling arbeitete in den Fünfzigerjahren im BND-Auftrag als Militärberater in Ägypten.

## Werke
- Hermann Zolling, Heinz Höhne: Pullach intern – General Gehlen und die Geschichte des Bundesnachrichtendienstes. Hoffmann und Campe, Hamburg 1971.

| Personendaten    | Personendaten        |
| ---------------- | -------------------- |
| NAME             | Zolling, Hermann     |
| KURZBESCHREIBUNG | deutscher Journalist |
| GEBURTSDATUM     | 1924                 |
| STERBEDATUM      | 24. Dezember 1971    |
| STERBEORT        | Hamburg              |